# Embaixada do Marrocos em Brasília
A Embaixada do Marrocos em Brasília é a principal representação diplomática do Reino do Marrocos no Brasil. O atual embaixador é Mohamed Louafa.
Está localizada na Avenida das Nações, na quadra SEN 801, Lote 2, no Setor de Embaixadas Norte, na Asa Norte. O requintado prédio de arquitetura marroquina é uma das embaixadas mais conhecidas da cidade.

## História

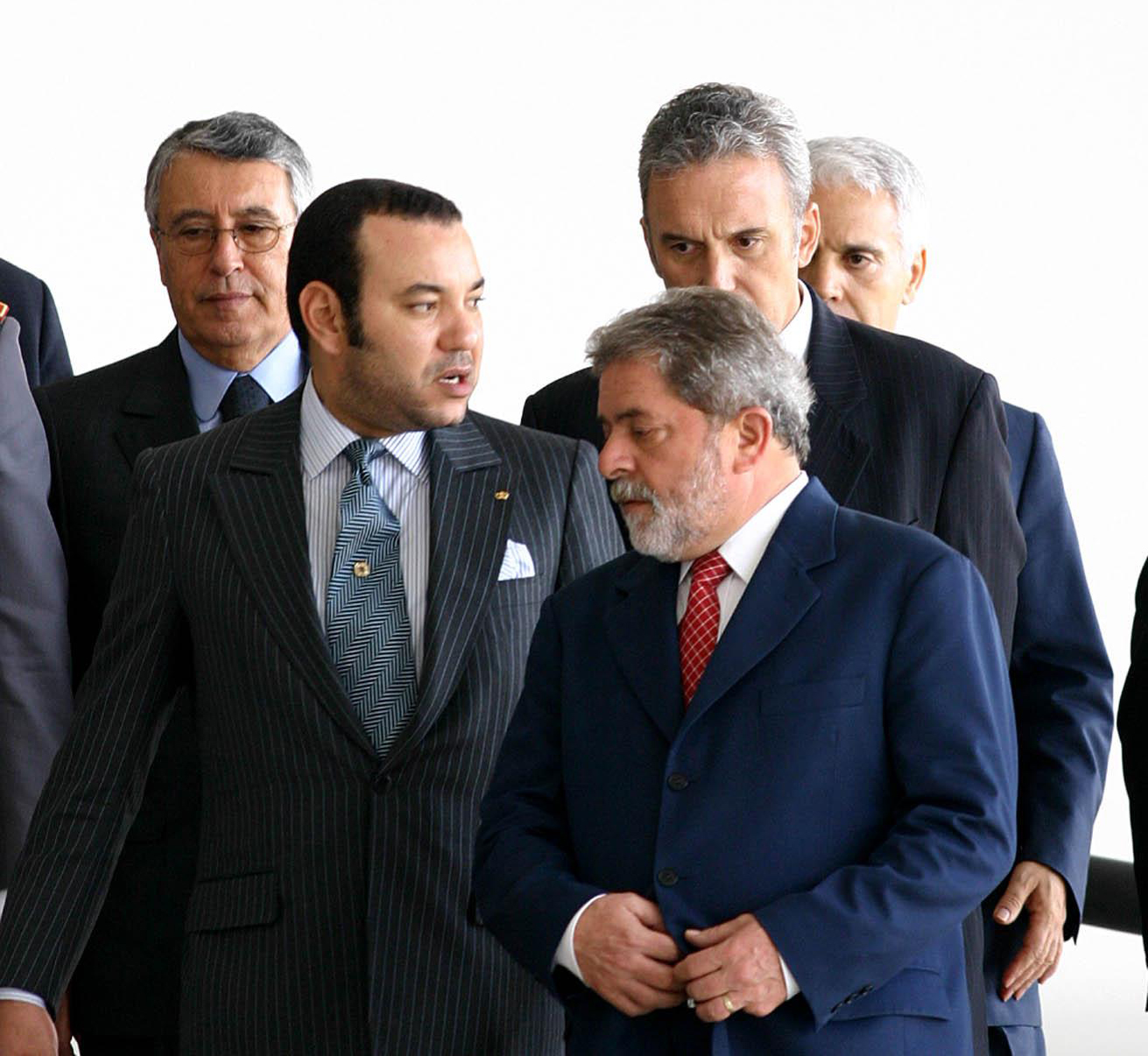
O Rei do Marrocos, Mohammed VI, e o então presidente do Brasil, Luiz Inácio Lula da Silva, durante visita do monarca a capital Brasileira

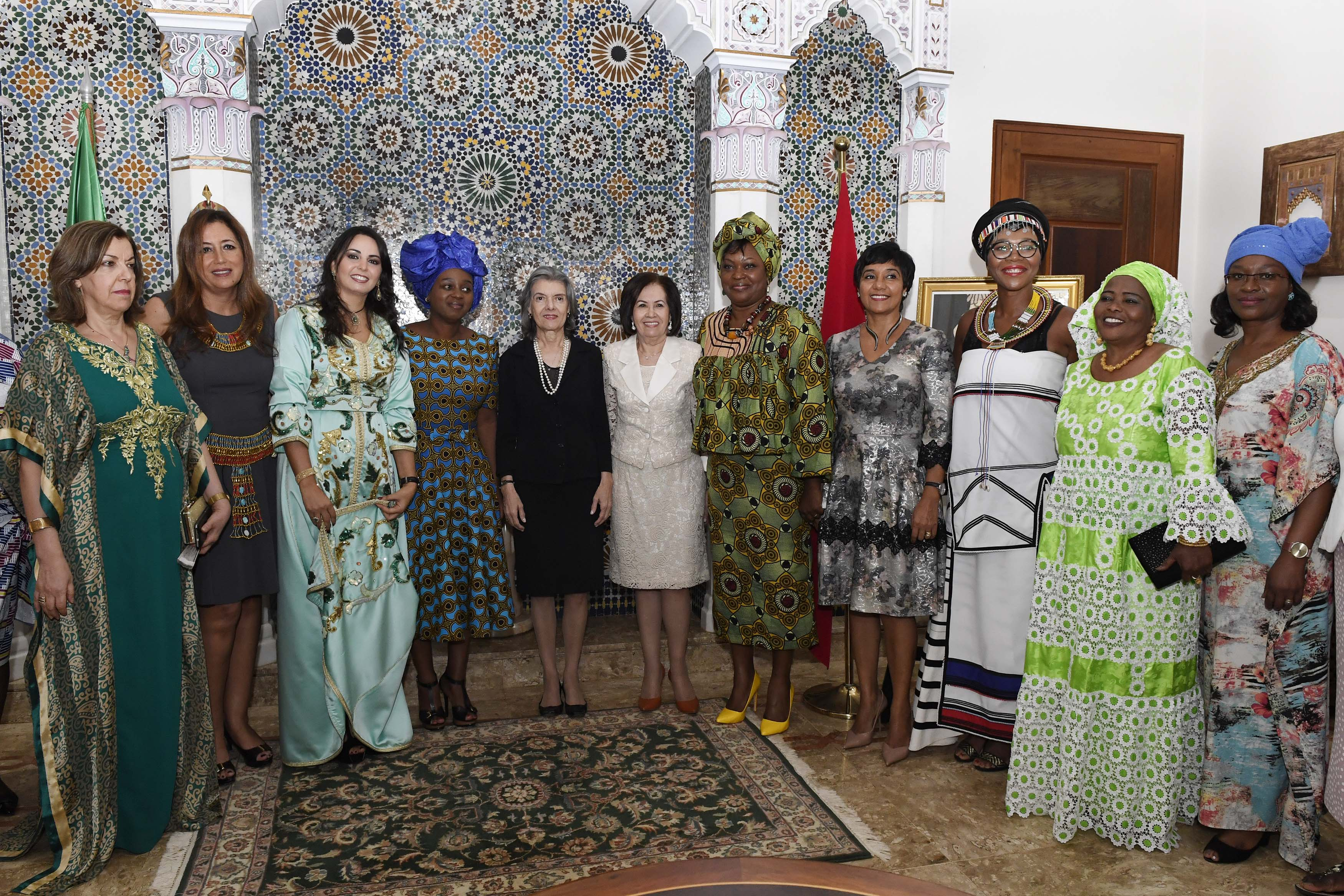
Uma solenidade na embaixada

As relações entre os países vem do século XIX, com a abertura do um consulado brasileiro em Tânger. A diplomacia inicia oficialmente em 1908. Em 1959, o Brasil cria uma embaixada em Rabat, e a embaixada marroquina foi aberta em Brasília em 1967, ainda em instalações provisórias.
O Marrocos se instalou definitivamente no Setor de Embaixadas Norte entre 1981 e 1992, quando sua sede definitiva na capital brasileira foi construída. O projeto do complexo, formado pela chancelaria, pela residência dos funcionários e pela residência do embaixador, é do arquiteto marroquino Mustafa Zeghari, trazendo muitas referências a arquitetura de seu país.
Do lado de fora, chamam atenção as cúpulas de azulejos verdes e arcos que remetem a arquitetura mourisca, e seu interior é intensamente colorido em sua decoração, com tapetes, padrões típicos, colunas trabalhadas, ouro, mármore e obras de arte do país. Há também referências ao Brasil nas paredes de zellige, típicas do Marrocos - a execução da embaixada contou com a vinda de dezenas de artesãos marroquinos.
Em novembro de 2004, o Rei Mohammed VI visitou a embaixada durante sua visita a Brasília.

## Serviços
A embaixada realiza os serviços protocolares das representações estrangeiras, como o auxílio aos marroquinos que moram no Brasil e aos visitantes vindos do Marrocos e também para os brasileiros que desejam visitar ou se mudar para o país africano. Cerca de duzentos brasileiros moram no Marrocos, que também tem recebido um crescente número de turistas.
Além da embaixada, Marrocos conta com mais três consulados gerais no Rio de Janeiro, em São Paulo e em Curitiba, além de três consulados honorários em Vitória, Florianópolis e Belo Horizonte.
Outras ações que passam pela embaixada são as relações diplomáticas com o governo brasileiro nas áreas política, econômica e cultural. A embaixada costuma realiza eventos para compartilhar sua cultura. Brasil e Marrocos mantém negócios entre si nas áreas de comércio, investimentos, agricultura e pecuária, defesa e cooperação jurídica e diplomáticas. Os dois países tem participado de vários encontros nos últimos anos que visam aumentar a integração entre países africanos e sul-americanos, além da crescente atuação política marroquina nas relações internacionais.